# Nikola Kuljača
Nikola Kuljača (Belgrado, 16 de agosto de 1974) é um jogador de polo aquático sérvio, medalhista olímpico.

## Carreira
Nikola Kuljača fez parte dos elencos olímpicos de prata em Atenas 2004, e bronze em Sydney 2000